# 厚東駅
厚東駅（ことうえき）は、山口県宇部市大字吉見字宮の下にある、西日本旅客鉄道（JR西日本）山陽本線の駅。

## 歴史
- 1900年（明治33年）12月3日：山陽鉄道 三田尻駅（現在の防府駅） - 厚狭駅間の開通と同時に、船木駅（ふなきえき）として開業[2]。旅客・貨物の取扱を開始[2]。
- 1906年（明治39年）12月1日：山陽鉄道の国有化により、官営鉄道の駅となる[2]。
- 1909年（明治42年）10月12日：線路名称制定。山陽本線の所属となる。
- 1916年（大正5年）11月1日：厚東駅に改称[2]。
- 1962年（昭和37年）9月1日：貨物の取扱を廃止[2]。
- 1972年（昭和47年）10月：山陽新幹線（岡山駅 - 博多駅間）の開通に先立ち、現在地に移転。
- 1984年（昭和59年）2月1日：荷物扱い廃止[2]。
- 1987年（昭和62年）4月1日：国鉄分割民営化により西日本旅客鉄道の駅となる[2]。
- 2023年（令和5年）4月1日：ICカード「ICOCA」の利用が可能となる[3][4]。

## 駅構造
単式・島式の複合型2面3線のホームを持つ地上駅。無人駅である。駅構内に保線基地がある。
駅舎は山陽新幹線高架下・単式の1番ホーム側にあり、島式の2・3番ホームへは跨線橋で連絡している。便所は男女共用の汲み取り式である。

### のりば
| のりば | 路線             | 方向             | 行先             |
| ------ | ---------------- | ---------------- | ---------------- |
| 1      | ■山陽本線        | 上り             | 新山口・徳山方面 |
| 2      | （臨時用ホーム） | （臨時用ホーム） | （臨時用ホーム） |
| 3      | ■山陽本線        | 下り             | 宇部・下関方面   |

付記事項
- 2番のりばは両方向の入線・出発に対応しているため、試運転などが当駅で運転停車を行う場合、同のりばに停車することがある[5]。
- ダイヤ異常時（大雨・落雷など）や集中工事を行う時は当駅で折返し運転となることがある。なお、過去には門司方面から当駅まで運行する普通列車もあった。

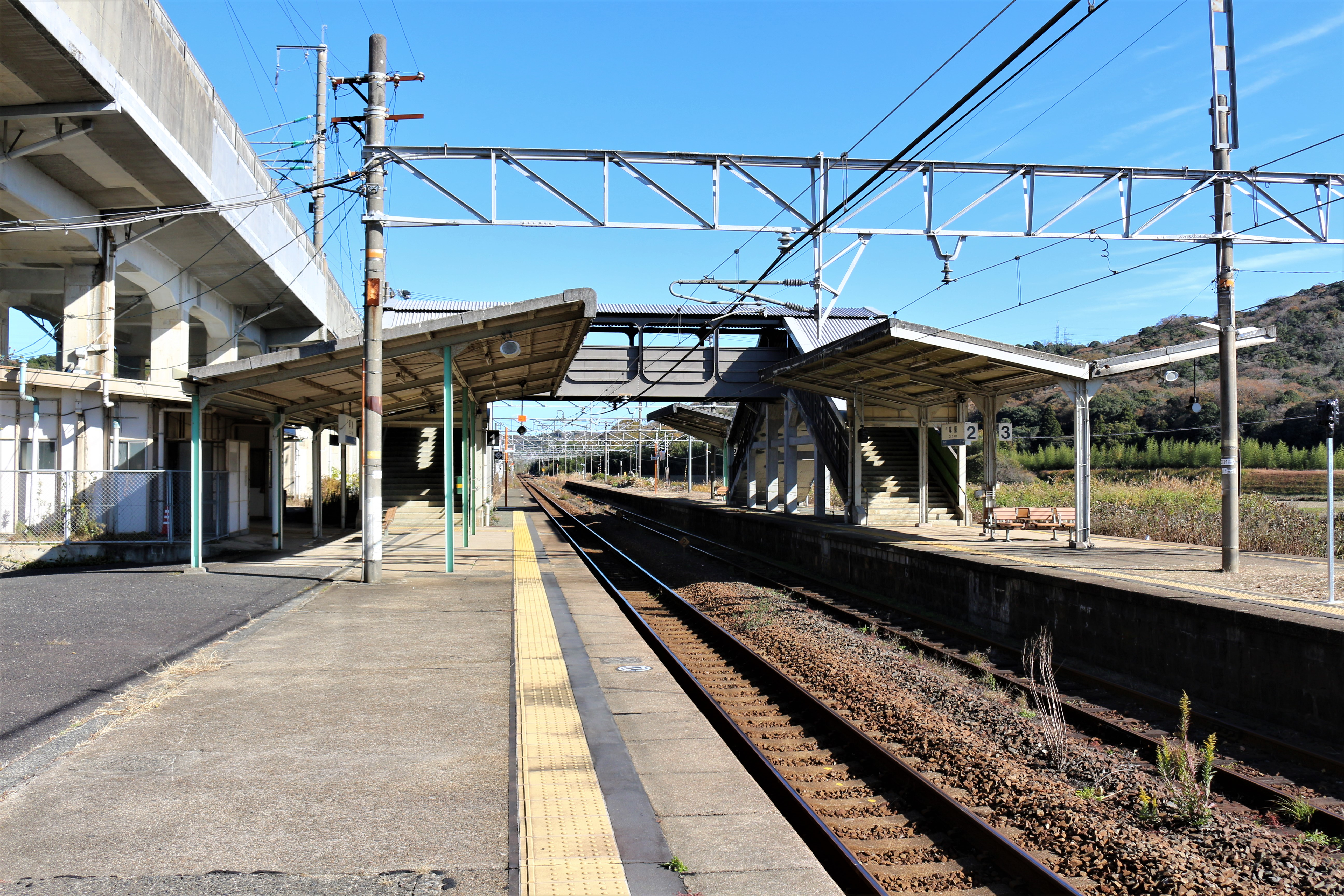
ホーム（2021年11月）

## 利用状況
1日の平均乗車人員は以下の通りである。当駅は山陽本線の中で同県岩国市の神代駅に次いで乗降客数が少ない。
| 乗車人員推移 | 乗車人員推移 |
| 年度         | 1日平均人数  |
| ------------ | ------------ |
| 1999         | 210          |
| 2000         | 203          |
| 2001         | 191          |
| 2002         | 165          |
| 2003         | 166          |
| 2004         | 160          |
| 2005         | 143          |
| 2006         | 136          |
| 2007         | 133          |
| 2008         | 137          |
| 2009         | 140          |
| 2010         | 122          |
| 2011         | 125          |
| 2012         | 112          |
| 2013         | 113          |
| 2014         | 108          |
| 2015         | 103          |
| 2016         | 110          |
| 2017         | 120          |
| 2018         | 112          |
| 2019         | 109          |
| 2020         | 88           |
| 2021         | 82           |
| 2022         | 81           |

## 駅周辺
厚東地区（旧厚東村）の東側に位置している。地域活動施設である厚東ふれあいセンターは駅から約2.5km南西（宇部駅とのほぼ中間）にあり、逆に北西に3kmほど進むと二俣瀬地区（旧二俣瀬村）の中心部に行きつく。
駅南を厚東川が流れる。
- 厚東郵便局
- 国道2号
- 国道9号 - 国道2号に重複
- 山口県道37号宇部美祢線
- 宇部市立厚東川中学校
- 持世寺温泉 - 駅から南西に約1.5km

## バス路線
駅前広場内に宇部市交通局の「厚東駅」停留所があり、臨海部の八王子から宇部新川駅・宇部駅を経由して二俣瀬地区（木田）を結ぶ路線（W5系統）が発着する。

## その他
- 2017年（平成29年）11月24日から器物破損等のいたずら行為により、トイレは閉鎖されている。
- 令和3年8月の大雨の影響で、厚東 - 厚狭が不通になった際は、当駅発着列車が設定された[7]。

## 隣の駅
西日本旅客鉄道（JR西日本）
■山陽本線
本由良駅 - 厚東駅 - 宇部駅